# 東咸四
蛇夫座ω，又名BD-21 4381，HD 148898、SAO 184450、HR 6153，是蛇夫座的一颗恒星，视星等为4.45，位于銀經356.3，銀緯17.83，其B1900.0坐标为赤經16h 26m 12.4s，赤緯-21° 17.83′ 9″。